# Cràter Khigaix
Khigaix és un cràter d'impacte del Kazakhstan.
Té un diàmetre de 8 km i la seva edat va ser estimada en 5 ± 3 milions d'anys (Pliocè o Miocè). El cràter s'exposa a la superfície.